# Agios Nikólaos Mpoúra
Agios Nikólaos Mpoúra är en ort i Grekland.   Den ligger i prefekturen Nomarchía Anatolikís Attikís och regionen Attika, i den sydöstra delen av landet, 16 km öster om huvudstaden Aten. Agios Nikólaos Mpoúra ligger 197 meter över havet och antalet invånare är 195.
Terrängen runt Agios Nikólaos Mpoúra är platt åt sydost, men åt nordväst är den kuperad.Runt Agios Nikólaos Mpoúra är det ganska tätbefolkat, med 222 invånare per kvadratkilometer. Närmaste större samhälle är Aten, 16,1 km väster om Agios Nikólaos Mpoúra. Trakten runt Agios Nikólaos Mpoúra består till största delen av jordbruksmark.